# Rubidium-stronciové datování
Rubidium-stronciové datování (často zkracované jako Rb-Sr datování) je datovací metoda používaná zejména v geologii. Je založená na měření relativního zastoupení izotopů a stroncia 87Sr a 86Sr. Časem se poměr zastoupení těchto izotopů mění. Izotop rubidia 87Rb se s poločasem rozpadu 50 miliard let rozpadá na stabilní izotop 87Sr. Izotop 86Sr žádným přírodním rozpadem nevzniká. Zastoupení izotopu 87Sr se tak s časem zvyšuje. Díky dlouhověkosti nuklidu 87Rb je rozpad pozorovatelný na geologických časových škálách. Hlavní použití tak metoda nalézá v geochronologii.
Metoda je založena na faktu, že různé minerály mají rozdílný obsah stroncia a rubidia bez ohledu na jejich izotopy. Poté co vznikne hornina, můžeme z jejích jednotlivých složek (různých minerálů) určit její stáří. Stačí v několika různých složkách horniny porovnat poměry izotopů Sr v závislosti na obsahu Rb.

## Princip metody
Mějme taveninu obsahující směs obsahující 86Sr a 87Sr v jistém poměru. Pokud z taveniny začne hmota krystalizovat, výsledné krystaly budou obsahovat přibližně stejný poměr izotopů 86Sr a 87Sr. Tavenina obsahuje zároveň i jisté množství 87Rb. Různé minerály krystalizující ze stejné taveniny budou obsahovat různá relativní množství Rb a Sr kvůli jejich rozdílným chemickým vlastnostem. S časem se bude vlivem rozpadu 87Rb poměr izotopů měnit a to vždy tempem, které závisí na obsahu Rb v minerálu. V různých minerálech se tak časem vytvoří různé poměry izotopů 86Sr a 87Sr.
Stejně jako pro ostatní metody datování založené na izotopech je základním předpokladem, že vzorek byl po dobu své existence uzavřeným systémem a nedocházelo tak k látkové výměně s okolím.

## Výpočet stáří vzorku

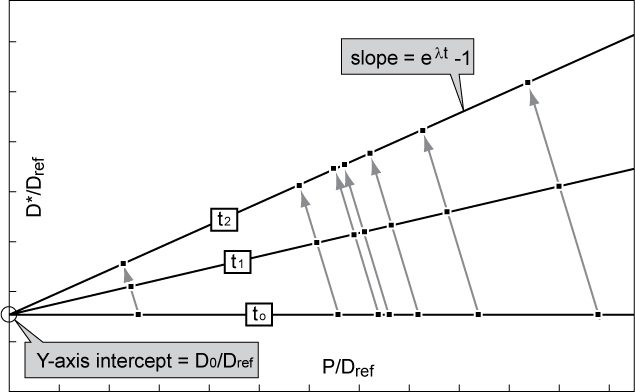
Izochronní diagram: Přímky odpovídají jednomu vzorku v různých časech. S časem se sklon zvětšuje.

Rozpadová rovnice pro systém Rb-Sr má tvar 
{\displaystyle ^{87}{\rm {Sr}}_{\rm {d}}=^{87}{\rm {Sr}}_{0}+^{87}{\rm {Rb}}_{\rm {d}}\left(e^{\lambda t}-1\right)},
kde {\displaystyle \lambda } je rozpadová konstanta nuklidu 87Rb ({\displaystyle {\rm {T}}_{1/2}={\frac {\ln(2)}{\lambda }}}). Veličiny s dolním indexem d označují množství přítomná v čase analýzy vzorku {\displaystyle t>0} (“dnešní“ množství). Dolní index 0 označuje množství nuklidu v čase {\displaystyle t=0} (původní množství).
Pro praktické použití je mnohem výhodnější místo absolutních množství izotopů používat jejich relativní zastoupení. Celou rovnici tak vztáhneme jako poměr k nuklidu 86Sr, který je stabilní a v přírodě rozpadem jiných izotopů nevzniká. Jeho množství je tak v čase přibližně konstantní ({\displaystyle ^{86}{\rm {Sr}}_{\rm {d}}}={\displaystyle ^{86}{\rm {Sr}}_{0}}).
{\displaystyle \left({\frac {^{87}{\rm {Sr}}}{^{86}{\rm {Sr}}}}\right)_{\rm {d}}=\left({\frac {^{87}{\rm {Sr}}}{^{86}{\rm {Sr}}}}\right)_{0}+\left({\frac {^{87}{\rm {Rb}}}{^{86}{\rm {Sr}}}}\right)_{\rm {d}}\left(e^{\lambda t}-1\right)}
Tato rovnice se nazývá Izochronní rovnice. Jedná se o lineární rovnici {\displaystyle y=a+mx} se směrnicí {\displaystyle m=\left(e^{\lambda t}-1\right)} a konstantním členem {\displaystyle a=\left({\frac {^{87}{\rm {Sr}}}{^{86}{\rm {Sr}}}}\right)_{0}}.
Konstantní člen vyjadřuje poměr izotopů stroncia v době vzniku horniny a směrnice souvisí s množstvím rubidia rozpadlého během existence horniny.
Minerály s různým poměrem prvků Rb/Sr, které jsou stejného stáří, tvoří různé body na jedné přímce. Lineární regresí dat můžeme získat konstantní člen {\displaystyle a} i směrnice {\displaystyle m}. Z vyjádření směrnice přímky si můžeme explicitně vyjádřit stráří vzorku
{\displaystyle t={\frac {1}{\lambda }}\ln \left(m+1\right)}.
Původní zastoupení izotopů stroncia lze získat i přímo z minerálů vzorku, které neobsahují žádné rubidium (nebo ho obsahují jen velmi málo). U takových minerálů se zastoupení izotopů stroncia v čase nemění.

## Chyba měření
V počátcích metody představovalo určení poločasu rozpadu 87Rb výrazný problém, protože rozpadová energie je malá (pouze 247 keV) a elektrony emitované z beta rozpadu, kterým 87Rb prochází, mají malou energii a tedy i velmi malou průchodnost látkami (pod 1 {\displaystyle \mu }m). Při beta rozpadu mají elektrony spojité energetické spektrum a jisté procento tak může mít energii i mnohem menší. Experimentálně je proto složité měřit množství záření ze vzorku.
Standardní metoda pro zjištění zastoupení izotopů ve vzorku je hmotnostní spektrometrie. Pomocí ní je možné poměr izotopů 87Sr/86Sr určit velmi přesně a výsledná chyba metody je obvykle v řádu jednotek milionů let (v kombinaci s jinými metodami i výrazně méně).

## Datované vzorky

### Vyvřeliny
Rubidium má větší tendenci dostávat se do magmatu, než zůstávat v horninách zemského pláště, proto je jeho zastoupení v zemské kůře větší než v plášti. Vyvřelé horniny tak vykazují zvýšený poměr 87Sr/86Sr.

### Meteority
Rb-Sr datování je důležité pro časové určení diferenciace hmoty v rané Sluneční soustavě. Pro určení doby diferenciace byly analyzovány zejména achondrity. Analýza meteoritů také dává informace o původním referenčním poměru 87Sr/86Sr.

### Metamorfované horniny
Krystaly bohaté na Rb (nejčastěji slída a živce) vytlačují vzniklé atomy Sr i při teplotách výrazně pod bodem tání. Při metamorfóze se tak mnoho minerálů chová jako otevřené systémy. Některé minerály ale fungují jako pohlcovače difundujících atomů Sr (zejména plagioklas a apatit) a efektivně je pohlcují. Jednotlivé minerály tak fungují jako otevřené systémy, ale celý kus horniny se může stále chovat jako systém uzavřený. Metamorfóza hornin tak může ponechat poměry izotopů a tedy i informace o původu horniny zachovalé. Pro funkčnost této metody je ale třeba vzorky brát z větší oblasti s co největšími rozdíly v poměrech Rb/Sr, jinak nemusí být výsledky vypovídající.
Porovnáním analýzy jednotlivých minerálů a analýzy celkové horniny můžeme získat informace o tom, kdy k metamorfóze došlo.

### Sedimenty
Při určování stáří sedimentů je důležité dbát na vynulování izotopických hodin při uložení sedimentu. Pokud je výměna s okolím rychlá, sediment má spolehlivě homogenní zastoupení látek. Sedimenty náchylné k látkové výměně ale nejsou spolehlivé indikátory, protože snadněji porušují podmínku toho, že se musí jednat o uzavřené systémy po dobu jejich uložení. Změna obsahu látek (zejména dobře rozpustného Rb) může znehodnotit výsledek měření.

### Biogenní uhličitany
Biogenní uhličitany splňují základní předpoklady pro datování: vznikly ve velmi homogenním prostředí (mořská voda); jsou velmi odolné vůči diagenezi. Kvůli velmi nízkému zastoupení rubidia v živých organizmech je však Rb-Sr metoda samostatně téměř nepoužitelná. V těchto případech je třeba zároveň s ní využít další metody datování.